# Coppa del Belgio 2025-2026
La Coppa del Belgio 2025-2026, conosciuta anche come Croky Cup 2025-2026 per motivi di sponsorizzazione, è la 71ª edizione della coppa nazionale belga di calcio, con inizio il 19 luglio 2025 e termine nel maggio 2026. La squadra vincente ottiene la qualificazione per la UEFA Europa League 2026-2027. La squadra in carica è il Club Bruges.

## Formula
La competizione è composta di undici turni ad eliminazione diretta. In caso di pareggio al termine dei 90 minuti regolamentari, i primi tre turni prevedono direttamente i calci di rigore, mentre a partire dal quarto turno si giocheranno regolarmente i supplementari.

## Calendario
Il calendario del torneo è il seguente:
| Turno             | Sorteggio      | Date               |
| ----------------- | -------------- | ------------------ |
| Turno preliminare | 27 giugno 2025 | 19-20 luglio 2025  |
| Primo turno       | 27 giugno 2025 | 26-27 luglio 2025  |
| Secondo turno     | 27 giugno 2025 | 2-3 agosto 2025    |
| Terzo turno       | 27 giugno 2025 | 9-10 agosto 2025   |
| Quarto turno      | 27 giugno 2025 | 16-17 agosto 2025  |
| Quinto turno      | 27 giugno 2025 | 23-24 agosto 2025  |
| Sesto turno       | 27 giugno 2025 | 5-7 settembre 2025 |
| Settimo turno     | ---            | ---                |
| Ottavi di finale  | ---            | ---                |
| Quarti di finale  | ---            | ---                |
| Semifinali        | ---            | ---                |
| Finale            | ---            | Maggio 2025        |

Il sorteggio delle gare fino al quinto turno è stato effettuato il 26 giugno 2023.

## Partite

### Turno preliminare
Al turno preliminare prendono parte 52 squadre provenienti dai campionati nazionali.
| Squadra 1               | Risultato       | Squadra 2        |
| ----------------------- | --------------- | ---------------- |
| Braaschaat              | 2 – 5           | Antonia          |
| Leeuw Brucom            | 2 – 4           | Zuun             |
| Boortmeerbeek-Hs United | 0 – 6           | Herent           |
| Stockel                 | 0 – 2           | Waterloo         |
| Bree-Beek               | 2 – 2 (3-5 dtr) | Torpedo Hasselt  |
| Kaulille                | 4 – 2           | St-Elen B        |
| Herk-de-Stad            | 5 – 2           | Linkhout         |
| 'S Herenelderen         | 0 – 5           | Kadijk Overpelt  |
| Helson Helchteren       | 0 – 5           | Eigenbilzen      |
| Jong VI Kruibeke        | 0 – 5           | KSK Beveren      |
| Kleit Maldegem          | 0 – 5           | Schellebelle     |
| KSV Kortrijk            | 1 – 2           | Club Roeselare   |
| Ardooie                 | 2 – 2 (5-4 dtr) | Sottegem         |
| Bredene                 | 1 – 4           | Wielsbeke        |
| Varsenare               | 0 – 0 (7-8 dtr) | St-Martens-Latem |
| Saint-André Ochamps     | 3 – 1           | Gouvy            |
| Oppagne-Wéris           | 5 – 0           | Arlon            |
| Trois-Ponts             | 1 – 0           | Wallonia Waimes  |
| Sartoise                | 4 – 0           | Rochois          |
| Pepingen-Halle          | 5 – 0           | Oetingen         |
| Stree                   | 2 – 2 (4-2 dtr) | Nismes           |
| Peruwelz                | 4 – 2           | Petigny-Frasnes  |
| Farciennes              | 4 – 5           | Grand-Leez       |
| Ostiches-Ath B          | 3 – 2           | Frasnoise        |
| Bossiere Gembloux       | 1 – 8           | Stephanois       |
| Chevetogne              | 4 – 3           | Vyle-Tharoul     |

1. 1 2 3 4 5  A tavolino

### Primo turno
Al primo turno prendono parte le 26 vincenti del preliminare insieme con altre 88 squadre provenienti dai campionati provinciali.
| Squadra 1                    | Risultato       | Squadra 2               |
| ---------------------------- | --------------- | ----------------------- |
| Retie                        | 2 – 2 (5-4 dtr) | Sporting Tisselt        |
| Grobbendonk                  | 4 – 3           | Lint                    |
| K. Kontich                   | 7 – 1           | De Vrede Wechelderzande |
| Antonia                      | 0 – 1           | s Gravenwezel-Schilde   |
| Bevel                        | 2 – 0           | Zandvliet               |
| Noordstar                    | 5 – 0           | Hooikt                  |
| Berlaar-Heikant              | 1 – 1 (4-2 dtr) | Bornem                  |
| Wijgmaal                     | 5 – 0           | Haact                   |
| Herent                       | 1 – 0           | Zuun                    |
| Hoeilaart                    | 0 – 3           | Waterloo                |
| Standaard Meerbeek           | 0 – 2           | Betekom                 |
| EMI Essene                   | 1 – 1 (6-7 dtr) | Galmaarden              |
| Lutlommel                    | 2 – 4           | Dessel Sport B          |
| Landen                       | 6 – 0           | Eigenbilzen             |
| Zonhoven                     | 4 – 1           | Stormvogels Drieslinter |
| Torpedo Hasselt              | 4 – 1           | Standard Elen           |
| Kaulille                     | 1 – 4           | Witgoor Sport           |
| Template:Calcio Herk-De-Stad | 2 – 1           | Kadijk Overpelt         |
| Zutendaal                    | 0 – 3           | Ezaart Sport Mol        |
| Borsbeke                     | 2 – 0           | Kallo                   |
| Denderhoutem                 | 2 – 1           | Schellebelle            |
| Goalgetters St-Laureins      | 1 – 5           | Avanti Stekene          |
| Munkzwalm                    | 4 – 0           | Evergem 2020            |
| KSK Beveren                  | 3 – 1           | Vrasene                 |
| Eendracht Hansbeke           | 0 – 2           | Sparta Waasmunster      |
| Mazenzele Opwijk             | 0 – 0 (5-6 dtr) | Eeklo                   |
| Wevelgem City                | 1 – 3           | Club Roeselare          |
| Aalbeke Sport                | 2 – 3           | Zwevegem Sport          |
| Eendracht Aalter             | 10 – 2          | Oostkamp B              |
| Racing Waregem               | 1 – 3           | Marke                   |
| Bissegem                     | 1 – 2           | Ardooie                 |
| Wielsbeke                    | 3 – 5           | Sparta Heestert         |
| Eendracht Wervik             | 1 – 3           | St-Martens-Latem        |
| Florenville                  | 0 – 2           | Longlier                |
| Saint-André Ochamps          | 0 – 4           | Assenois                |
| Trois-Ponts                  | 2 – 2 (3-4 dtr) | Wallonia Libin          |
| Sartoise                     | 3 – 4           | Oppagne-Wéris           |
| Etterbeek                    | 2 – 1           | Audergem                |
| Amicii Bxl Jette             | 1 – 4           | La Hulpe                |
| Lasne-Ohain                  | 1 – 1 (6-7 dtr) | Léopold                 |
| Rebecquoise                  | 1 – 2           | Pepingen-Halle          |
| St-Vith                      | 3 – 2           | Warsage                 |
| Hannut                       | 3 – 1           | Stree                   |
| Wanze-Bas-Oha                | 3 – 2           | Croatia Wandre          |
| Orp-Noduwez                  | 2 – 1           | Fizoise                 |
| Jalhay                       | 2 – 2 (3-5 dtr) | Verlaine B              |
| Templiers-Nandrin            | 1 – 2           | Wanze/Bas-Oha B         |
| Mons B                       | 2 – 3           | Gosselies Sports        |
| Luingnois                    | 3 – 1           | Estaimbourg             |
| Neufvilles                   | 0 – 2           | Molenbaix               |
| Ostiches-Ath B               | 0 – 5           | Pays Blanc Antoinien    |
| Le Rouelx                    | 2 – 1           | Peruwelz                |
| Iseroise                     | 2 – 7           | Grand-Leez              |
| Rochefortoise B              | 6 – 0           | Rhisnes                 |
| Stephanois                   | 2 – 2 (4-5 dtr) | Chevetogne              |
| Meux B                       | 5 – 2           | Erpion                  |
| Profondeville                | 1 – 1 (2-4 dtr) | Bioul                   |